# 浸润层
凝聚态实验物理学中的浸润层（或润湿层）是指外延成长的衬底表面上最早生长出的二维薄层晶体；这里的外延成长往往和自组装的量子点或薄膜生长有关。组成浸润层的原子既可以是半金属的元素或化合物（例如自组装的量子点所用的InAs）或金属合金（对于薄膜生长）。因为浸润层的生长可以控制量子点的人工原子态（artificial atomic state），浸润层的概念也常常出现在量子信息与量子计算机领域。

## 性质
浸润层可以改变量子点的物理性质。浸润层的厚度和组成成分决定了其对量子点的作用。一般来说，浸润层的厚度约为0.5纳米。理论上，因为晶格的失配，有限厚度的浸润层是不稳定的，所以量子点会受到来自于浸润层的应变。